# Sean Connery

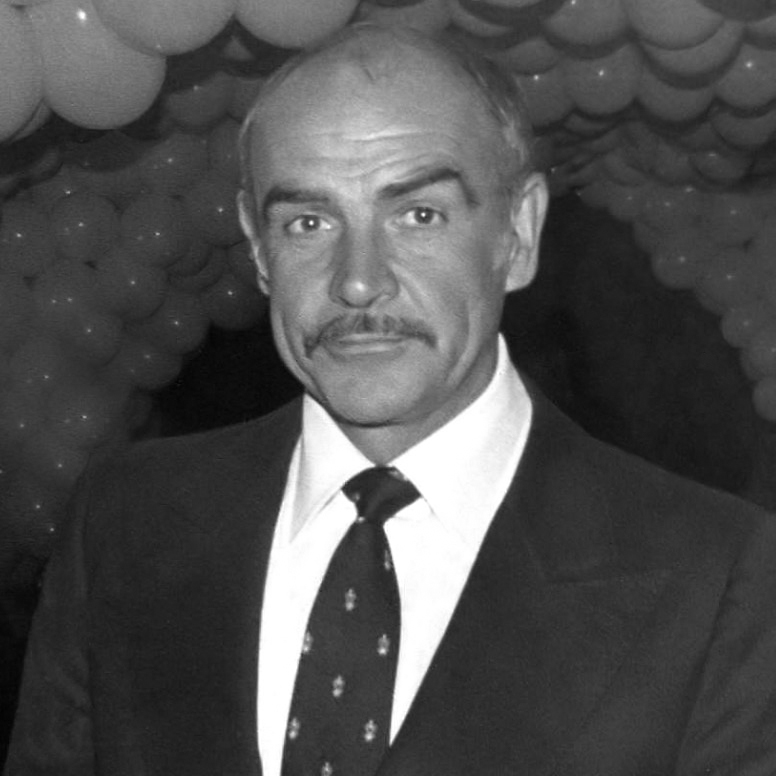
Sean Connery

Sir Thomas Sean Connery (n. 25 august 1930, Fountainbridge⁠(d), Scoția, Regatul Unit – d. 31 octombrie 2020, Lyford Cay⁠(d), New Providence District⁠(d), Bahamas; numele se pronunță în engleză /ʃɔ:n 'kɔnəri/) a fost un actor scoțian, laureat al premiului Oscar, larg recunoscut pentru filmele sale în care a întruchipat personajul cunoscut sub numele de James Bond, un spion modern britanic al cărui nume de cod era „007”. Prenumele „Sean” este adăugat ulterior, „Sean Connery” fiind numele de scenă sub care actorul s-a lansat și a devenit cunoscut.
Connery a fost, de asemenea, cunoscut pentru puternicul și inconfundabilul său accent scoțian, precum și pentru înfățișarea sa prezentabilă. În 1989 a fost proclamat "cel mai atrăgător bărbat în viață" de către revista „People”, iar în 1999, la 69 de ani, a fost ales în cadrul unui sondaj de opinie "Cel mai sexy bărbat al secolului". 
Connery a fost cunoscut și ca un militant activ pentru independența Scoției.

## James Bond
Rolul lui James Bond l-a făcut pe Connery binecunoscut publicului de pretutindeni. Actorul a jucat pentru prima oară rolul agentului 007 în pelicula Dr. No (1962), ca apoi să interpreteze același rol în câteva continuări:
- From Russia with Love (1963)
- Goldfinger (1964)
- Thunderball (1965)
- You Only Live Twice (1967)
- Diamonds Are Forever (1971)
- Never Say Never Again (1983 neoficial)

Connery a fost descoperit de Harry Saltzman după ce mulți posibili candidați pentru Bond au fost eliminați, printre care celebrii Roger Moore, David Niven, Cary Grant, și mulți alții. Ian Fleming, creatorul lui James Bond, îi aduce un omagiu lui Connery în nuvela sa din 1963, On Her Majesty's Secret Service, spunând că numele de familie al agentului 007 este scoțian la origine. Ironic, Fleming a relatat că la casting nu l-a plăcut pe masivul scoțian, afirmând că acesta era prea "brut", dar, cu anumite îndrumări din partea regizorului Terence Young, Connery a câștigat în fața lui Fleming. Young este cel care a ajutat la netezirea "asperităților" lui Connery, și, în același timp, cel care i-a folosit statura impozantă, dar plină de grația unei feline, în timpul secvențelor pline de acțiune.
Favoritul lui Connery din seria Bond a fost From Russia with love, unul dintre filmele pe care critica le-a lăudat cel mai mult din întreaga serie. El a confirmat acest lucru într-un interviu din 2002, acordat lui Sam Donaldson pentru ABCNews.com. (American Movie Classics, cu ocazia unei recente retrospective Bond, a indicat în mod eronat că favoritul lui Connery ar fi fost Thunderball)

## Cariera după James Bond

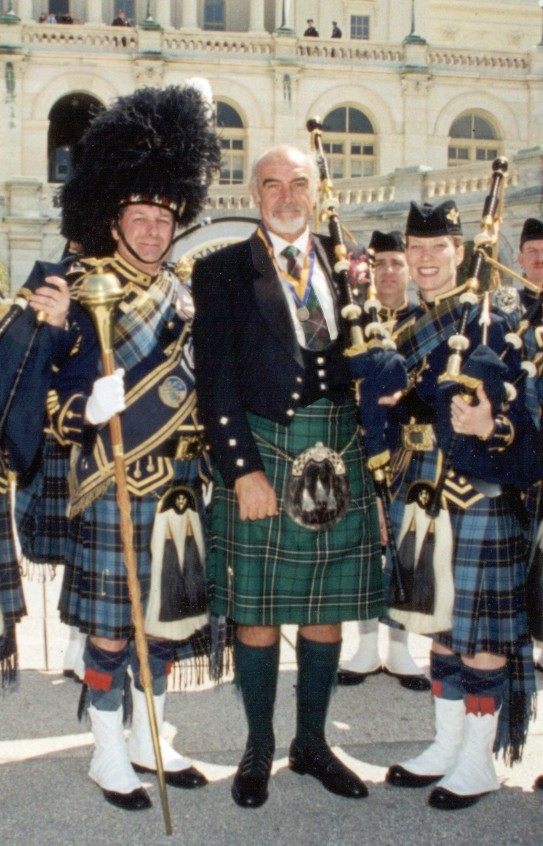
Sean Connery la o manifestare de Tartan Day în Washington D.C.

Deși cel mai renumit rol al său a fost cel al lui James Bond, Sean Connery și-a păstrat de atunci cariera plină de succes, având de altfel mult mai mult succes decât alți actori care au jucat acest rol. Ca parte a înțelegerii de a juca în "Diamantele sunt pentru totdeauna", Sean Connery a primit undă verde de a produce două filme la United Artists, dar a simțit că singurul film realizat prin această înțelegere, "Jignirea", a fost distrus de studio.
În afară de filmul "Bărbatul care va fi rege", majoritatea succeselor lui Connery din următorul deceniu au făcut parte dintr-un ansamblu de castinguri, în filme precum: "Crimă în Orient Express" și "Un pod îndepărtat". După experiența din "Niciodată să nu mai spui niciodată" și cazul de la tribunal care a urmat, Connery era nemulțumit de marele studiouri și, timp de doi ani, nu a mai făcut niciun film. În timpul producției europene "Numele trandafirului", interesul lui Connery pentru materialul mai credibil a reapărut. Rolul său de polițist cu nas fin din "The Untouchables" din 1987 i-a adus un Oscar pentru cel mai bun actor în rol secundar.
Mai târziu a primit "Globul de cristal" pentru contribuția artistică remarcabilă adusă lumii cinematografiei. În ultimii ani, filmografia lui Connery a inclus partea ce i se cuvenea de box-office dar și dezamăgiri precum "Răzbunătorii" din 1998 și "Liga gentlemenilor extraordinari" (2003), însă a primit reacții pozitive pentru filme precum "În căutarea lui Forrester".
Connery a planificat să apară într-un film cu un buget de 80 milioane de dolari despre Saladin și Cruciații, care urma să fie filmat în Iordania înainte de moartea producătorului Moustapha Akkad în urma atentatelor cu bombe de la Amman din 2005.

## Filmografie
- 1955 Lilacs in the Spring, regia Herbert Wilcox
- 1957 No Road Back, regia Montgomery Tully
- 1957 Șoferii iadului (Hell Drivers), regia Cy Endfield
- 1957 Action of the Tiger
- 1957 Time Lock
- 1958 Another Time, Another Place
- 1959 Darby O'Gill and the Little People
- 1959 Tarzan's Greatest Adventure
- 1961 On the Fiddle, regia Cyril Frankel
- 1961 The Frightened City
- 1962 Ziua cea mai lungă (The Longest Day), regia Ken Annakin, Andrew Marton
- 1962 Dr. No, regia Terence Young
- 1963 From Russia with Love
- 1964 Marnie, regia Alfred Hitchcock
- 1964 Women of Straw, regia Basil Dearden
- 1964 Goldfinger, regia Guy Hamilton
- 1965 Colina (The Hill), regia Sidney Lumet
- 1965 Thunderball
- 1966 A New World
- 1966 A Fine Madness
- 1967 You Only Live Twice
- 1968 Shalako
- 1969 The Bowler and the Bonnet
- 1970 The Molly Maguires
- 1971 Cortul roșu (Krasnaya palatka), regia Mikhail Kalatozov
- 1971 The Anderson Tapes
- 1971 Diamonds Are Forever
- 1972 A Spain Golf Course
- 1973 The Offence
- 1974 Zardoz, regia John Boorman
- 1974 Crima din Orient Express (Murder on the Orient Express), regia Sidney Lumet
- 1975 The Terrorists
- 1975 The Dream Factory
- 1975 The Wind and the Lion
- 1975 Omul care voia să fie rege (The Man Who Would Be King), regia John Huston
- 1976 Robin și Marian (Robin and Marian), regia Richard Lester
- 1976 The Next Man
- 1977 Un pod prea îndepărtat (A Bridge Too Far), regia Richard Attenborough
- 1979 The Great Train Robbery (film) (The Great Train Robbery), regia Michael Crichton
- 1979 Meteor
- 1979 Cuba, regia Richard Lester
- 1981 Satelitul corupției (Outland), regia Peter Hyams
- 1981 Time Bandits
- 1982 G'ole!
- 1982 Five Days One Summer
- 1982 Wrong Is Right
- 1983 Sean Connery's Edinburgh
- 1983 Never Say Never Again
- 1984 Sword of the Valiant: The Legend of Sir Gawain and the Green Knight
- 1986 Nemuritorul (Highlander)
- 1986 Numele trandafirului (The Name of the Rose), regia Jean-Jacques Annaud
- 1987 Incoruptibilii (The Untouchables), regia Brian De Palma
- 1988 The Presidio
- 1989 Indiana Jones and the Last Crusade
- 1990 The Hunt for Red October, regia John McTiernan
- 1990 The Russia House
- 1992 Medicine Man
- 1993 Rising Sun
- 1994 A Good Man in Africa
- 1995 Just Cause
- 1995 First Knight
- 1996 Inimă de dragon (Dragonheart) - (voice)
- 1996 The Rock
- 1998 The Avengers
- 1999 Entrapment
- 2000 Finding Forrester
- 2003 The League of Extraordinary Gentlemen
- 2008 A Bunch Of Amateurs